# Łobżany
Łobżany (niem. Labes A und D, Tivoli (Labes A)) – wieś sołecka w północno-zachodniej Polsce położona w województwie zachodniopomorskim, w powiecie łobeskim, w gminie Łobez. 
Według danych z 29 września 2014 r. wieś miała 75 mieszkańców mieszkających w 12 domach. We wsi znajduje się siedziba Leśnictwa Łobżany z wieżą obserwacyjną i kamerami służącymi do obserwacji lasów, oraz świetlica wiejska prowadzona przez Łobeski Dom Kultury. Przez Łobżany wiedzie czarny szlak rowerowy "Dziedzictwo Techniki i Architektury".

## Położenie
Wieś leży około 2,8 km na północ od rogatek Łobza i 76 kilometrów na północny wschód od stolicy województwa – Szczecina. Łobżany oddalone są około kilometra od drogi wojewódzkiej nr 148. Do wsi wiedzie także polna droga dojazdowa, która łączy się z ulicami Rolną i Przemysłową w Łobzie.

## Historia

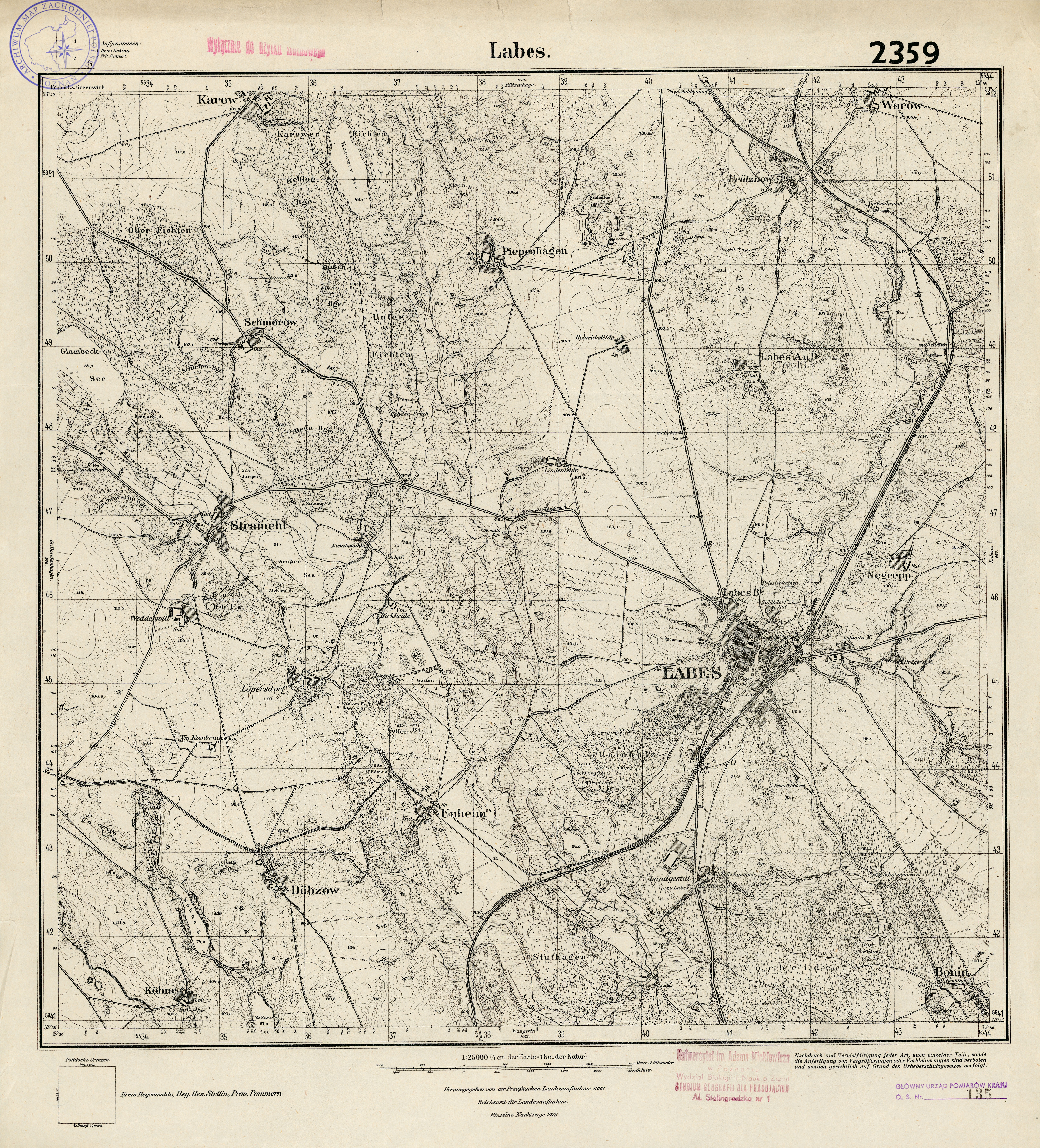
Lobżany – mapa okolic Łobza (1929)

W okolicy Łobżan znajduje się wpisana do rejestru zabytków (KI.I.6801/36/71) osada, stanowisko kultury łużyckiej i wczesnego średniowiecza.
Łobżany to wieś pofolwarczna, powstała na bazie dwóch folwarków, których zarządcami była rodzina von Borck. Geneza nazwy wsi wskazuje na to, iż historycznie wieś była ściśle powiązana z Łobzem. Ostatnim właścicielem połączonych folwarków w 1945 roku była urodzona w Rynowie Martha von Borcke (1883-1958). W latach 1818–1945 miejscowość administracyjnie należała do powiatu reskiego (Landkreis Regenwalde) z siedzibą do roku 1860 w Resku, a następnie w Łobzie. W roku 1905 miejscowość liczyła 103 mieszkańców, a w roku 1910 liczyła ich 113. 
Przed rokiem 1945 wieś znajdowała się na terytorium Niemiec. 
Polska nazwa Łobżany została formalnie nadana 13 maja 1949 roku w miejsce niemieckiej nazwy Labes A u. D. Zaraz po zakończeniu II wojny światowej przejściowo stosowana była również forma Łobez Wieś.
W latach 1975–1998 miejscowość administracyjnie należała do województwa szczecińskiego.

## Dwór

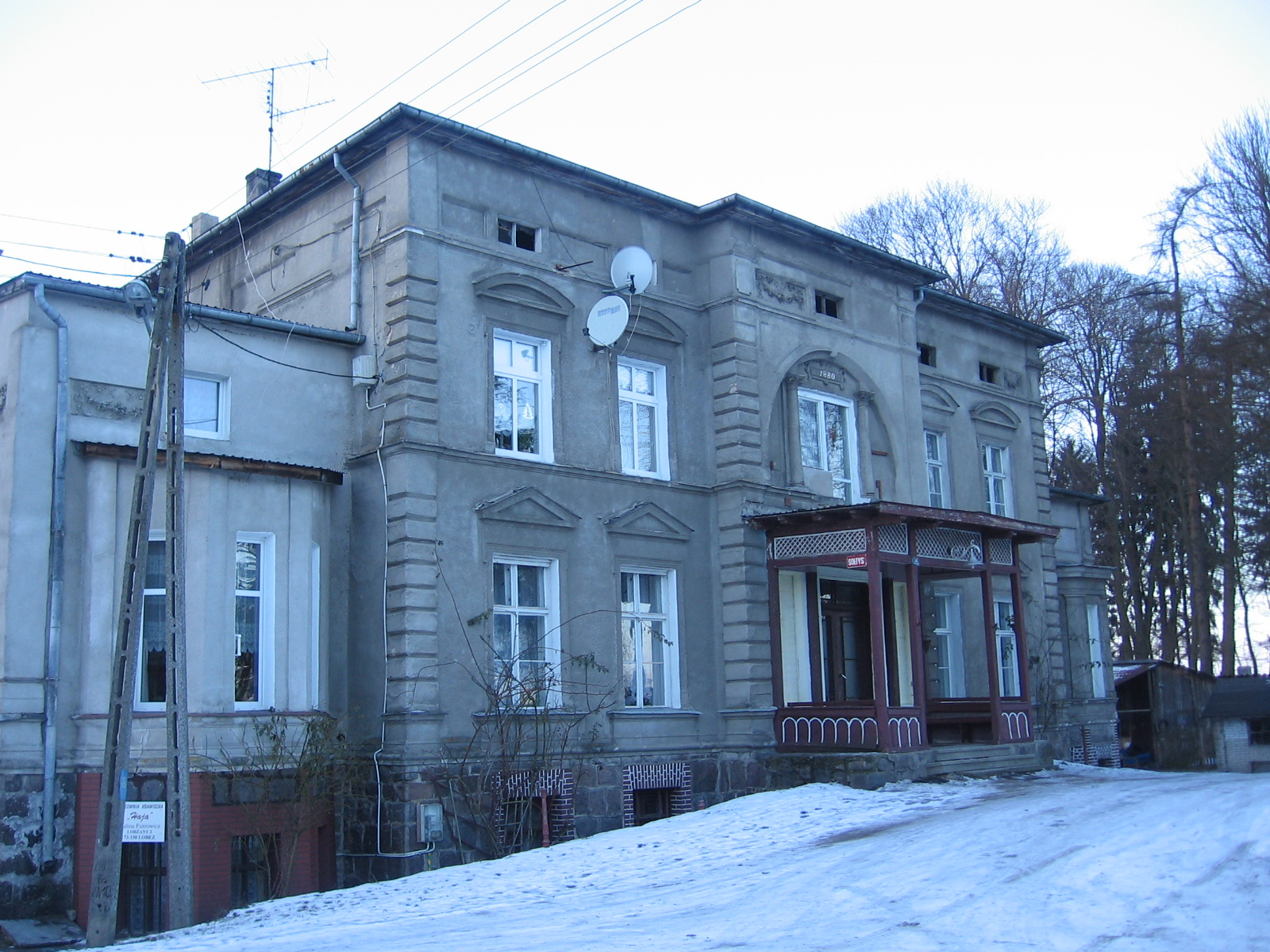
Dwór w Łobżanach

We wsi znajduje się dwór z 1880 roku, noszący cechy architektury renesansowej. Został on wzniesiony przez Juliusa (1820-1896) i Rüdigera (syn) (1855-1905) von Borcke. Jest to budowla dwukondygnacyjna, wejście poprzedzone jest drewnianym gankiem. Wewnątrz zachowana jest oryginalna winda kuchenna. Całość zwieńczona jest płaskim dachem, z boków przylegają niższe pawilony, zakończone od frontu wykuszami. Budowla zwieńczona jest fryzem z płycinami wypełnionymi girlandami z owoców i kwiatów. Przed dworkiem rosną cisy, uznane za pomnik przyrody. W okolicach dworku roztacza się także park z wysokimi modrzewiami. Zespół pałacowo-parkowy ograniczony jest od zachodu stawami, otoczonymi przez stare dęby.

## Sołectwo Łobżany

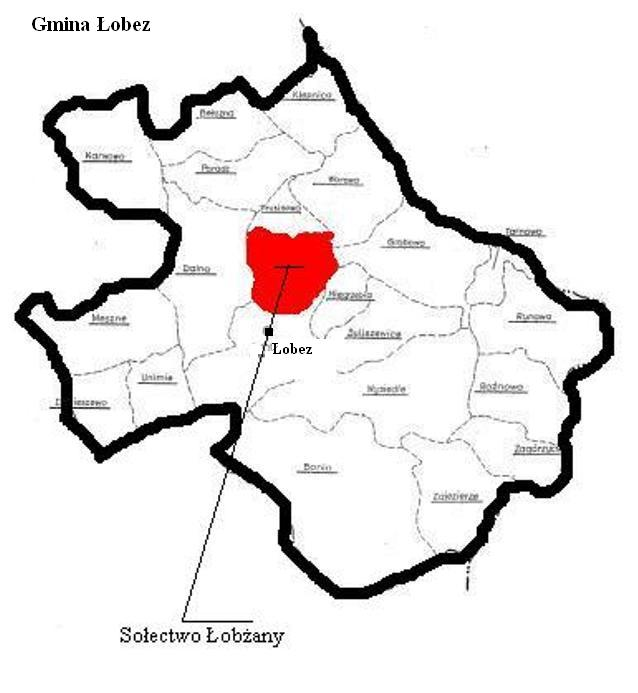
Sołectwo Łobżany na tle gminy Łobez podzielonej na sołectwa

Pomocnicza jednostka samorządowa gminy Łobez. Sołectwo dysponuje funduszem sołeckim, ale nie posiada osobowości prawnej. Sołectwo zostało uwzględnione w planach gminy – Strategia Rozwoju Gminy Łobez na lata 2013–2020, oraz budżecie gminy na rok 2014. Sołectwo prowadzi zgodnie ze statutem różne działania aktywizujące służące społeczności lokalnej. Powierzchnia sołectwa wynosi 3,63 km², a gęstość zaludnienia to 20,7 os./km².

### Płazy, gady, ptaki i nietoperze
W trakcie badań związanych z planami umiejscowienia na terenie sołectwa i przyległym wioski elektrowni wiatrowych stwierdzono występowanie tutaj 46 gatunków ptaków oraz 4 gatunków nietoperzy (Nocek rudy, Karlik malutki, Karlik większy, Borowiec wielki), oraz 4 gatunki płazów i gadów (Ropucha szara, Żaba jeziorkowa, Żaba trawna i Zaskroniec zwyczajny). Na terenie sołectwa 34 gatunki ptaków zauważono w okresie migracji jesiennych, gdzie w zgrupowaniach ptaków współdominowały wróblowe i siewkowe, stanowiące odpowiednio 19,9% i 12,5% całości awifauny. W strukturze dominacji wyższych taksonów dominują wróblowe, które stanowiły ponad 70%, a subdominantem okazały się siewkowe – 18%. Pozostałe taksony stanowiły łącznie 9% całości awifauny. W okresie zimowym stwierdzono występowanie 18 gatunków ptaków.

### Klimat
W obszarze sołectwa, tak jak i w całej gminie Łobez klimat jest surowszy i bardziej wilgotny niż w innych rejonach tego województwa. Jest to obszar przejściowy pomiędzy cieplejszymi obszarami nadmorskimi a chłodniejszymi i bardziej obfitymi w opady obszarami położonymi poniżej Wysoczyzny Łobeskiej. 
Warunki klimatyczne są tu dość korzystne dla miejscowego rolnictwa:
- temperatura w okresie wegetacyjnym 12,4° C, a w okresie od V do VII 14,9 °C,
- długości obszaru wegetacyjnego 210-215 dni,
- średnia roczna suma opadów od 550 do 660 mm,
- liczba dni z pokrywą śnieżną, średnio 57,6 dnia,
- występują dobre warunki przewietrzania terenu[29].

### Folklor
Na polach w sołectwie Łobżany od kilku lat odbywa się rekonstrukcja dawnych żniw, której organizatorami są sołtysi z Łobżan, Dobieszewa, Unimia i Wysiedla oraz Łobeski Dom Kultury.